# La clemenza di Tito

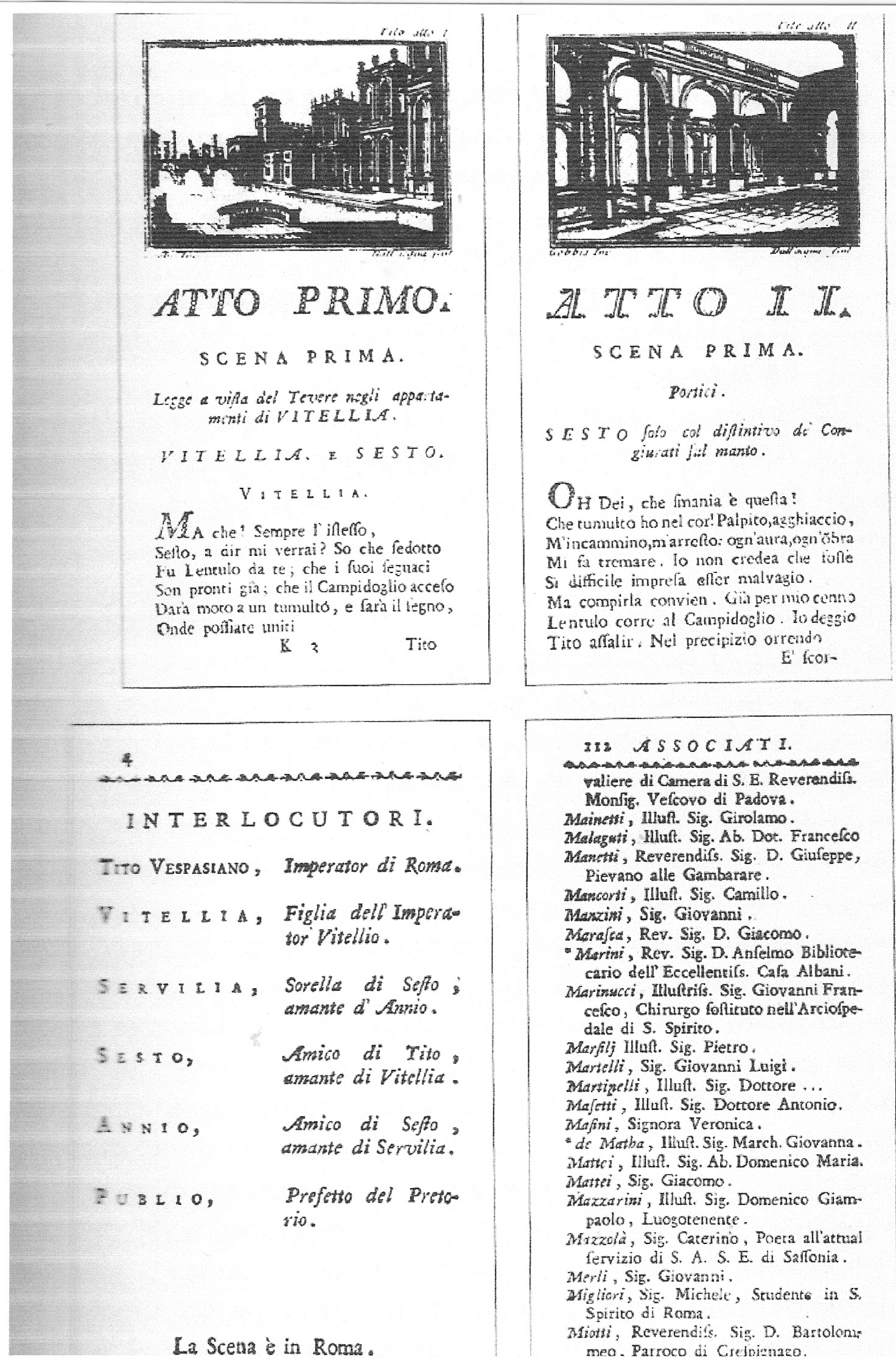
het originele libretto

La clemenza di Tito (KV 621) is een opera van Wolfgang Amadeus Mozart in twee bedrijven naar een libretto van Pietro Metastasio aangepast door Caterino Mazzolà. Het is de op een na laatste opera die Mozart heeft geschreven.
De opera is op 6 september 1791 voor het eerst opgevoerd in Praag ter gelegenheid van de kroning van keizer Leopold II. De opdracht werd pas in juli 1791 verstrekt en Mozart voltooide de opera pas de dag voor de opvoering, getuige de datum die hij toevoegde in zijn eigen muziekcatalogus.
Van 1830 tot de jaren zestig van de 20e eeuw is de opera niet vaak opgevoerd. Velen beschouwden de opera, in tegenstelling tot ander werk van Mozart, als tijdgebonden. Dit was zeker het geval in het begin van de negentiende eeuw toen andere componisten zoals Rossini het operapubliek nieuwe muziekstijlen en verhalen voorschotelden en La clemenza di Tito daar ouderwets tegen afstak. Het komt niet vaak voor dat een vergeten opera opnieuw wordt ingestudeerd, maar de opinie sloeg echter toch om en vanaf 1980 is de opera in meer dan twintig wereldsteden opgevoerd.

## Rolverdeling
- Titus Vespasiano, Romeins keizer - tenor
- Sextus, vriend van Titus - mezzosopraan
- Vitellia, dochter van keizer Vitellius - sopraan
- Servilia, zuster van Sextus - sopraan
- Annius, vriend van Sextus - mezzosopraan
- Publius, commandeur van de pretoriaanse garde - bas

## Synopsis

### Inleiding
Het verhaal speelt zich af in het jaar 79 in Rome en is gebaseerd op echt bestaande personen. Vitellia, dochter van keizer Vitellius die een aantal jaren geleden opzij is gezet door de vader van Titus Vespasianus,hoopt om toch de troon te bereiken door keizer Titus te verleiden. Titus heeft echter een oogje op Berenice, prinses van Judea. De beste vriend van Titus, Sextus, heeft daarentegen gevoelens voor Vitellia. Zij misbruikt zijn gevoelens om hem op te zetten tegen zijn vriend Titus de keizer en een opstand te leiden tegen zijn vriend.

### Eerste bedrijf
Sextus en Vitellia bespreken hun plan van aanpak om Tito van de troon te werpen, hoewel Sextus nog bedenkingen heeft (duet Sextus en Vitellia: 'Come ti piace, imponi'). Dan meldt Annius dat Titus zijn relatie met Berenice heeft verbroken, omdat er in het land te veel onrust ontstond door het idee van een buitenlandse prinses op de troon. Ze is terug naar Judea. Vitellia ziet nog een kans en vraagt Sextus om de opstand nog even uit te stellen (aria Vitellia: 'Deh, se piacer mi vuoi'). Annius herinnert Sextus eraan dat hij hem de hand beloofde van Servilia en vraagt Sextus de goedkeuring van de keizer te regelen. Dat zegt Sextus toe en samen bezingen ze hun vriendschap (duet Sextus en Annius: ‘Deh prendi un dolce amplesso’)
Een mars klinkt (instrumentaal). Titus komt op. Het volk uit de wens dat de goden Titus, de trots van de eeuw, beschermen (koor: ‘Serbate, oh dei’).
Titus vertelt aan Sextus dat hij van plan is om Servilia te trouwen nu de relatie met Berenice stukgelopen is. Sextus realiseert zich dat hij nu niet de goedkeuring van Titus durft te vragen voor een huwelijk tussen Annius en Servilia. Annius geeft aan dat Servilia van eenvoudiger komaf is dan de keizer, maar ze is wel heel mooi. Titus geeft aan: al is ze niet van adel, als dit niet kan, wat houd ik dan over? (aria Titus: ‘Del più sublime soglio’).
Annius licht Servilia in over deze plannen van de keizer. Beiden zijn er zeer ongelukkig onder en Annius noemt haar, gewoontegetrouw, 'mijn geliefde', waarop Servilia zijn liefde beantwoordt (duet Annius en Servilia: ‘Ah, perdona al primo affetto’). Zij gaat naar keizer Titus om hem de waarheid vertellen. Als Titus dan nog steeds met haar wil trouwen, zal ze gehoorzamen. Titus is zeer te spreken over haar eerlijkheid en moed, en keurt haar huwelijk met Annius goed (aria Titus: ‘Ah, se fosse intorno al trono’).
Vitellia hoort over Titus’ interesse in Servilia en is zeer jaloers. Ze dringt bij Sextus aan om Titus te vermoorden. Sextus, bang om haar te verliezen, stemt toe (aria Sextus: ‘Parto, parto, ma tu, ben mio’ met obligato bassetklarinet) en vertrekt. Annius en Publius komen dan Vitellia zeggen dat de keizer met haar wil trouwen. Vitellia is nu vertwijfeld over de opdracht die ze Sextus heeft gegeven (terzet Vitellia, Annius en Publius: ‘Vengo! Aspettate!’).
Sextus voelt zich schuldig voor het opzetten van een opstand tegen zijn vriend Titus. Hij zou wel uit de samenzwering willen stappen (recitatief Sextus: ‘Oh Dei, che smania è questa’), maar op dat moment brandt het Capitool al als teken dat de staatsgreep is begonnen. Sextus gaat op onderzoek uit en komt vol schaamte en spijt terug met het gerucht dat Titus is vermoord. Hij wil bijna zijn aandeel in de opstand bekennen tegenover Annius, Servilia en Publius, maar Vitellia weet dit net te voorkomen (Finale kwintet -zonder Titus- en koor: ‘Deh conservate, oh Dei!’)

### Tweede bedrijf
In de tuinen van het paleis vertelt Annius aan Sextus dat de opstand is neergeslagen en dat Titus ongedeerd is. Sextus bekent nu zijn schuld tegenover Annius en vertelt dat hij Rome wil ontvluchten. Annius raadt hem aan om alles eerlijk te bekennen tegenover Titus (aria Annius: ‘Torna di Tito a lato’) en hij vertrekt. Vitellia komt de tuin binnen en raadt Sextus precies het tegenovergestelde aan omdat ze bang is dat Sextus haar inmenging ter sprake brengt wat de kans om met Titus te trouwen aanzienlijk verkleint. Dan komt Publius om Sextus te arresteren (terzet Vitellia, Sextus, Publius: ‘se al volto mai ti senti’).
De bevolking van Rome dankt de goden dat Titus de aanslag heeft overleefd (Koor:“Ah, grazie si rendano’). Publius zegt Titus dat een van de samenzweerders Sextus heeft verraden. Publius waarschuwt Titus om geen oordeel te vellen volgens zijn eigen welwillende karakter (aria Publius: ‘Tardi s’avvede d’un tradimento’). Titus, dankbaar omdat hij de opstand heeft overleefd, wacht op nieuws over de rechtszaak tegen zijn vriend en verrader Sextus. Annius brengt het nieuws dat Sextus alles heeft bekend en schuldig is bevonden. De doodstraf hoeft alleen nog ondertekend te worden door Titus (aria Annius: ‘Tu fosti tradito’). Annius smeekt Titus  om mededogen te hebben met Sextus. Titus aarzelt te tekenen en wil Sextus eerst zelf spreken. Sextus wordt daarom voorgeleid aan Titus die hem vriendelijk ontvangt. Sextus smeekt om de doodstraf, uit schaamte voor zijn verraderlijke karakter en omdat hij niet kan kiezen tussen gratie van zijn vriend en het verloochenen van de vrouw van wie hij houdt, Vitellia (trio Titus, Sextus, Publius: ‘Quello di Tito è il volto!’).
Onderweg naar zijn dood herinnert Sextus zijn grote vriendschap met Titus (aria Sextus: ‘Rondo’). Titus, na lang aarzelen, besluit om de doodstraf niet te ondertekenen en zijn vriend gratie te verlenen. Titus bezingt dat hij zonder vergevingsgezindheid niet wil regeren (aria Titus: ‘Se all’impero'). Servilia en Annius vragen Vitellia om bij Titus ten gunste van Sextus te spreken: met tranen zal ze Sextus en zichzelf niet kunnen bevrijden (aria Servilia: ‘S’altro che lagrime’) Vitellia die bang is dat Sextus alles heeft verteld over de samenzwering voelt wroeging en besluit om alles op te biechten tegenover Titus, ook al verliest ze hiermee waarschijnlijk de kans om met hem te trouwen en op de troon plaats te nemen (recitatief Vitellia: ‘Ecco il punto, o Vitelllia!’ en aria Vitellia: ‘Non più di fiori’)
Het verhaal eindigt in het amphitheater waar Titus ten overstaan van het volk. Het volk prijst hem om zijn rechtvaardige oordeel (koor: ’Che del ciel’). Titus betreurt het verraad, maar toont zijn ware milde karakter (recitatief Titus: ‘Ma che giorno è mai questo?’). Hij vergeeft  zowel Sextus als Vitellia en schenkt hen, tot vreugde van allen, de vrijheid (Finale - sextet met koor: ‘Tu, è ver, m’assolvi, Augusto’).
Die Schuldigkeit des ersten Gebotes · Apollo et Hyacinthus · Bastien und Bastienne · La finta semplice · Mitridate · Ascanio in Alba · La Betulia Liberata · Il sogno di Scipione · Lucio Silla · Thamos, König in Ägypten · La finta giardiniera · Il rè pastore · Zaide · Idomeneo · Die Entführung aus dem Serail · L'oca del Cairo · Lo sposo deluso · Der Schauspieldirektor · Le nozze di Figaro · Don Giovanni · Così fan tutte · Die Zauberflöte · La clemenza di Tito
- Bibliothèque nationale de France: cb13915322p (data)
- Catàleg d'autoritats de noms i títols de Catalunya: 981058525320906706
- Gemeinsame Normdatei: 300107242
- Library of Congress Control Number: n81133614
- MusicBrainz work: b66def51-30e7-4935-8468-6eb45f23f177
- Nationale bibliotheek van Australië: 35782170
- Nationale Bibliotheek van Israël: 987007581115305171
- LIBRIS: 282947
- Système universitaire de documentation: 03105188X
- Virtual International Authority File: 178216540